# 372578 Khromov
372578 Khromov è un asteroide della fascia principale. Scoperto nel 2009, presenta un'orbita caratterizzata da un semiasse maggiore pari a 2,7176183 UA e da un'eccentricità di 0,0490055, inclinata di 7,53321° rispetto all'eclittica.